# Val Caronno

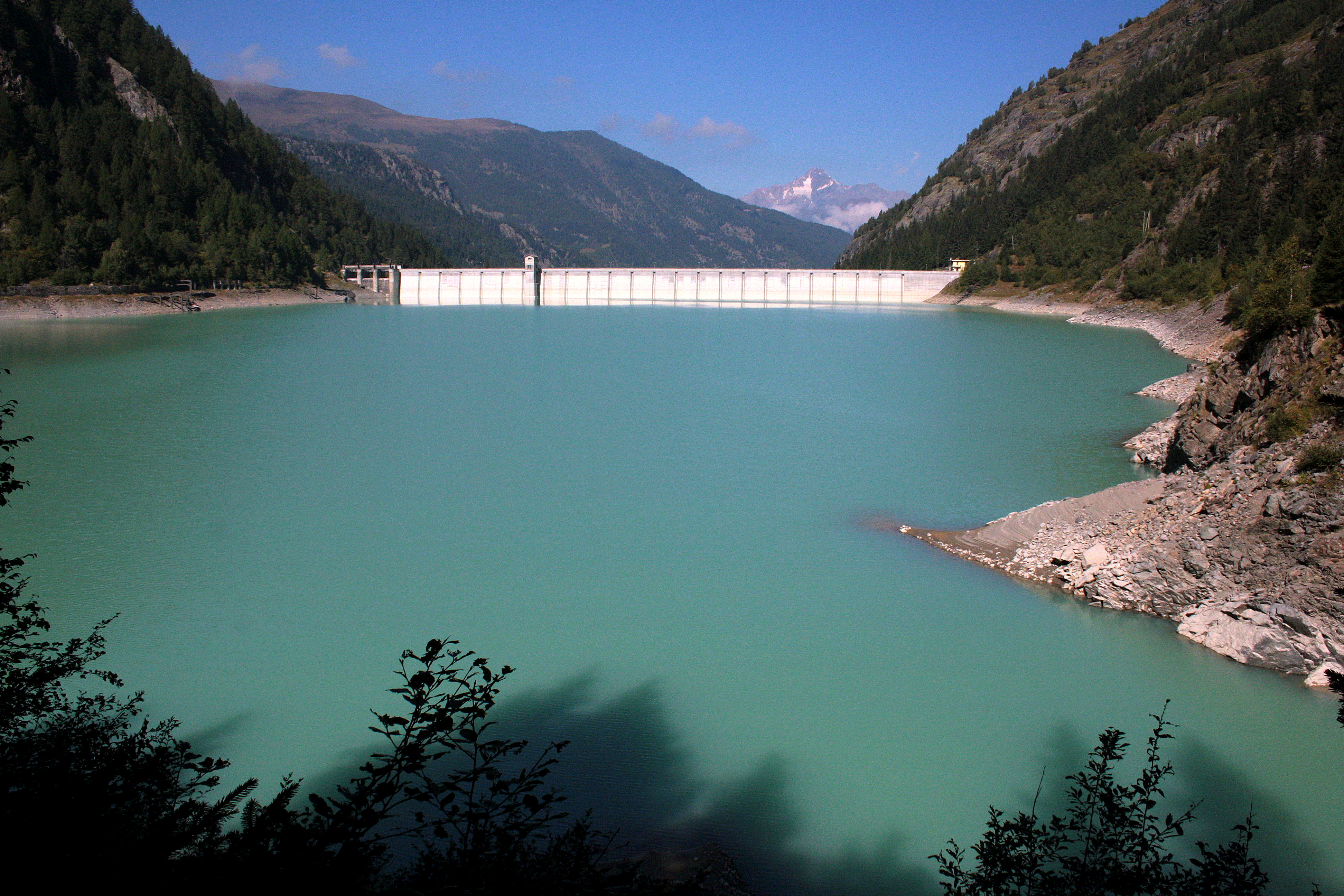
Diga e lago di Scais con il caratteristico colore turchese. Sullo sfondo il monte Disgrazia.

La Val Caronno è una valle delle Alpi Orobie Valtellinesi, tributaria della val Venina. È percorsa dal torrente Caronno, che nasce dalle vedrette di Scais e Porola, per poi gettarsi nel lago di Scais (1494 m.S.l.m) in corrispondenza della fine della valle.
La vallata è frequentata principalmente da escursionisti, scialpinisti e alpinisti, che possono raggiungere mete come il rifugio Luigi Mambretti (2003 m, sulla destra orografica della valle), il pizzo Redorta (3038 m) o la punta Scais (3038 m); l'ambiente è uno tra i più selvaggi di tutte le Alpi Orobie.

## Note

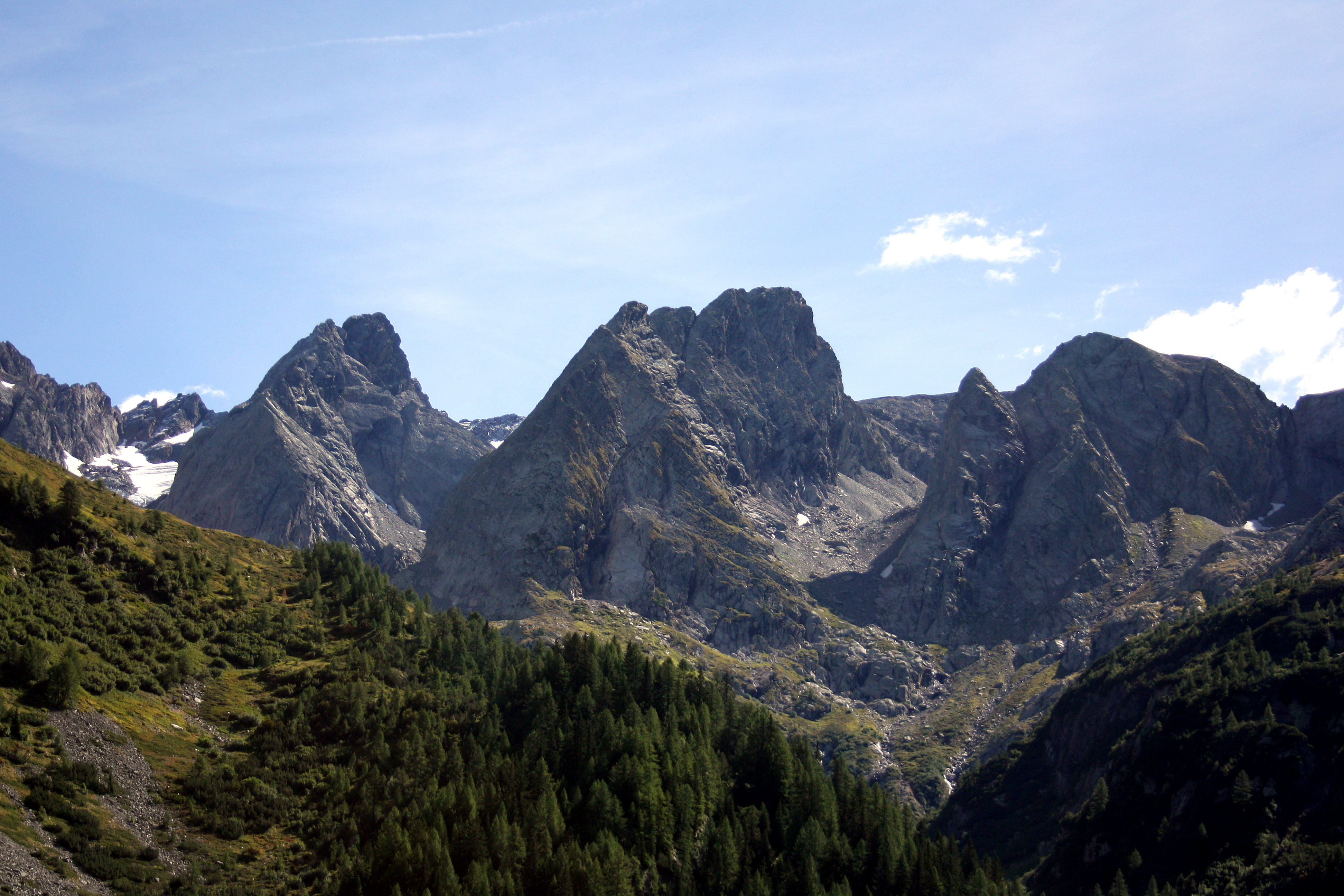
Testata della Valle di Scais. A sinistra il restante del ghiacciaio Porola con a fianco la cresta Corti quindi il canalone Redorta e il canalone Brunone.